# Роччамелоне
Роччамелоне (итал. Rocciamelone, фр. Rochemelon) — гора в Альпах, высота вершины 3538 метров над уровнем моря.

## Название
Происхождение названия спорно. По некоторым источникам название произошло от кельтского «Roc Maol», где «Maol» значит верхняя, так как гора заметно выше остальных её окружающих. По другим источникам название произошло от лигурийского «Roc Mulun» o «Roc Mulé» из-за созвучности с «molek», что значит жертвоприношение (в частности человеческое).
Позднее название латинизировано римлянами как «Mons Romuleus» и позднее изменилось на «Monte Romuleo» в XI веке. Это название способствовало появлению множества легенд, по одной царь Ромул проводил лето на склонах горы и спрятал там свои сокровища.

## История
В Средние века Роччамелоне считалась самой высокой горой в Альпах. Этот, как теперь известно, ошибочный факт объясним по нескольким мотивам: гора возвышается над Сузой на более чем три тысячи метров; кроме того, гора хорошо видна с виа Франчиджена, что вела через Альпы через перевал Монченизио, и даже самому невнимательному путешественнику бросалась в глаза.
В средневековье было множество попыток восхождения на вершину, одну из них совершили монахи аббатства Новалеза, которые, как записано в летописях аббатства, вынуждены были прекратить подъём из-за ветра и града.
Первое успешное восхождение совершил 1 сентября 1358 года крестоносец Бонифачо Ротарио д Асти. Захваченный в плен турками во время крестового похода, он дал обет Богоматери и обещал в случае возвращения на Родину посвятить ей образ на вершине первой горы, увиденной по возвращении на родную землю. С помощью нескольких носильщиков он достиг вершины, имея с собой бронзовый триптих посвящённый Мадонне, который сейчас хранится в кафедральном соборе Сузы.

## Наши дни
В наши дни вершина Роччамелоне очень посещаема туристами и паломниками, особенно в связи с почитанием Пресвятой Богородицы (Madonna della Neve), празднование проходит каждый год 5 августа. На вершине находятся самая высокорасположенная в Европе церковь, посвященная Пресвятой Богородице из Роччамелоне (Nostra Signora del Rocciamelone), и Её бронзовая статуя, выполненная и установленная в 1899 году благодаря грандиозной акции, в которой приняли участие 130 тысяч детей по всей Италии. Статую доставили на вершину на своих плечах части батальона «Суза» 4-го Альпийского полка. Перед подъёмом статуя была поделена на восемь частей. Высота статуи 3 метра и внутри её расположена поддерживающая железная арматура весом 800 кг.
Кроме того, на вершине расположен горный приют рифуджо Санта Мария на случай непогоды, рассчитанный примерно на 15 человек, и бюст короля Витторио Эмануэле II, который совершил восхождение на Роччамелоне в 1838 году, будучи ещё принцем Сардинии. На западном склоне, на высоте 3200 метров расположен ледник, на котором в 1985 году образовалось озеро, постепенно увеличивающееся в размерах из-за слишком высоких температур в летние месяцы, провоцирующих таяние льдов.

## Восхождение на вершину

### Обычный маршрут
С государственной дороги, что проходит в долине Валле ди Суза, свернуть к коммуне Момпантеро, далее, следуя указателям «Роччамелоне», доехать до горного приюта Ла Рипоза (2205 м.н.у.м.), где можно оставить машину. Вначале по просторным, покрытым травой склонам, тропа ведёт к горному приюту Ка д Асти (первый в Италии, 2854 м.н.у.м.), который виден снизу. От приюта нужно подниматься, следуя бело-красным указателям, тропа идёт по каменистым склонам и вполне надёжна, когда не сыро. После серии крутых поворотов можно добраться до так называемого Железного Креста — Crocetta di Ferro (3306 м.н.у.м.). Далее начинается часть пути, когда нужно быть внимательными, сам подъём не сложный, но идти приходится по открытому пространству, иногда по гребню, поэтому тропа на этом участке оборудована металлическим троссом вплоть до церкви и самой вершины. В отсутствие снега или льда подъём не предполагает каких-либо технических трудностей, однако происходит на большой высоте, поэтому необходимо иметь подходящую одежду, рассчитанную на нулевую температуру.

### Подъём из Валле ди Вью
Также на вершину можно подняться из долины Валле ди Вью. Восхождение начинается от озера Мальчауссия — lago di Malciaussia. Этот маршрут более длинный и сложный, и проходит через горный приют Эрнесто Таццетти. Также путь проходит по леднику Роччамелоне и содержит участки несложного скалолазания. Разные источники оценивают сложность этого маршрута по-разному, от сложного туристического до альпинистского.